# 遠藤哲夫
遠藤 哲夫（えんどう てつお、1943年 - 2022年6月4日）は、日本の著述家、プランナー、フリーライター。新潟県南魚沼郡六日町（現南魚沼市）出身。六日町立六日町中学校を経て新潟県立六日町高等学校卒業、法政大学中退。「大衆食の会」代表。編集プロダクション「アルシーヴ社」監査役。通称「エンテツ」「大衆食堂の詩人」。

## 略歴・人物
1943年に新潟県南魚沼郡六日町で生まれ、1962年に上京して法政大学に通う（同大学は中退）。1971年より食品・飲食店のプランナーの道へ進み、独自の料理論・文化論を展開した料理評論家の江原恵の影響を受け、江原との共同活動等を行う。
1995年に『大衆食堂の研究 』を三一書房から刊行する。1999年には汁かけ飯について記した『ぶっかけめしの悦楽』を刊行するなど、1990年代後半から2020年代初頭にかけて、大衆食、大衆食堂についての著作を発表していき、「大衆食堂の詩人」といわれる。
2020年にステージ4のがんであることを公表、2022年6月に78歳で亡くなる。

## 食の思想と評価
藤原辰史は、遠藤哲夫を食のフィールドワーカーと評し、大衆食堂研究の価値を高めたとしている。また、日本の食文化研究の中でも「食べる場所」について論じた数少ない書籍の一つとして『大衆食堂の研究』を挙げている。
1970年代以降のグルメブームに対しては、上流階級の模倣をする見栄の食文化であると批判的であった。食を通じた生の実感、食の主体性を重視しており、個人によるアレンジ要素の強い汁かけめしこそ「食の主体性」を取り戻すことができる食べ方であると主張していた。
また、大衆食堂を家庭的な場であると一面的に捉えることにも批判的であり、家庭的な雰囲気を嫌う者でも居場所をみつけることができる「相部屋雑魚寝システム」こそが大衆食堂の特徴だとしていた。遠藤哲夫は『大衆食堂の研究』内で自らを田舎者と称しており、山本容朗は同書から地方出身者が大衆食堂を通して東京に同化していくストーリーを感じられるとしている。

## 主な著作
- 『大衆食堂の研究 東京ジャンクライフ』、三一書房、1995年、ISBN 4-380-95252-5
- 『ぶっかけめしの悦楽』四谷ラウンド、1999年、ISBN 4-946515-37-2
  - 『汁かけめし快食學』筑摩書房〈ちくま文庫〉、2004年、ISBN 4-480-03978-3 - 上記本の文庫化
- 『東京定食屋ブック』交通新聞社、2002年、ISBN 978-4330715025
- 『大衆食堂パラダイス!』筑摩書房〈ちくま文庫〉、2011年、ISBN 978-4480428592
- 『大衆めし 激動の戦後史：「いいモノ」食ってりゃ幸せか？』筑摩書房〈ちくま新書〉2013年、ISBN 978-4480067401